# Tiny Bertels
Tiny Bertels (23 december 1972) is een Belgische actrice en zangeres.
Bertels studeerde in 1997 af aan de Studio Herman Teirlinck in de richting Kleinkunst. Ze heeft al jaren een relatie met acteur Tom Dewispelaere.
Op 8 maart 2022 ging de fictiereeks Lost Luggage in première op Filmfestival Oostende. Het idee voor de reeks kwam van Bertels, ze schreef alsook het scenario samen met Charles De Weerdt en Mathias Claeys. De eerste aflevering van de reeks werd op zondag 20 maart 2022 uitgezonden op Eén.

## Filmografie

### Voice-Over
- Voor hetzelfde geld (2013-2017)

### Film
- De gek op de heuvel (2006)
- Groenten uit Balen (2011) - Clara Debruycker
- Hunker (2013) - Sabine
- Halfweg (2014) - Ellen
- Brabançonne (2014) - Weduwe Willy

### Concept en scenario
- Lost Luggage (2022) zesdelige tv-fictiereeks voor Eén  ( eerste uitzending 20 maart 2022)

Bekroond met de European Script Award (2022)

### Televisie
- De Raf en Ronny Show (1998) - Brigitte
- Deman (1998) - Tina Godderis
- Samson en Gert (1999) - dame op het bal
- Flikken (1999) - Sarah
- Raf en Ronny III (2001) - keeper
- Chris & Co (2001) - juffrouw Valveckens
- Dennis (2002-2003) - Nadine Muys
- De grote boze wolf show (2002) - TV-Tina
- Sedes & Belli (2003) - Bianca
- Flikken (2004) - Sandrine Belfort
- De Wet volgens Milo (2005) - Marian
- Witse (2006) - Kim Savereys
- Willy's en Marjetten (2006)
- Matroesjka's 2 (2008) - Rachel Stevens
- Aspe (2008) - psychologe
- Neveneffecten (2008) - Chantal
- Van vlees en bloed (2009) - verpleegster
- Loslopend wild (2012-2016, 2018) - diverse rollen
- Kiekens (2012) - Daisy Sys
- Aspe (2012) - Simone Buts
- Salamander (2013) - mevrouw Van Mechelen
- Met man en macht (2013) - presentatrice
- Zuidflank (2013) - huisarts Mia
- Vermist (2014) - Griet Segers
- Voor wat hoort wat (2015) - Viviane Speltinckx
- Chaussée d'Amour (2016) - Sylvia Carlier
- Beau Séjour (2017) - Hild Jacobs
- Kafka (comedy) (2017) - diverse rollen
- Grenslanders (2019) - Maaike Dewulf
- Over water (2020) - therapeute
- F*** You Very, Very Much (2021, 2023) - Nicole
- Glad IJs (2021) - Berthe
- Lost Luggage (2022) - Frieda Broeckx

### Toneel
- Studio Herman Teirlinck
  - It’s a Girls World (November 1997)
  - Happy Family (Muziekprogramma met eigen tekst en muziek)
- Theater Froe Froe
  - Ensor (Februari 2004) Theater Froe Froe Antwerpen
  - De Vinger en de Mond (regie: Dimitri Leue) (Oktober/November 2003) Theater Froe Froe Antwerpen
  - Eet Mij (November 2002) Theater Froe Froe Antwerpen
  - Roodkapje (regie: Jean Maillard) (Muziektheater) (Oktober 2001) Theater Froe Froe Antwerpen
- Jan Fabre / Troubleyn 
  - Glowing Icons (1997-1998)
  - Universal Copyrights (1998)
  - Nachtschrijver (2016) met teksten uit de nachtboeken van Jan Fabre
- Het Paleis
  - Honingbijen (regie: Stefan Perceval) (1999)
- Raamtheater op ’t Zuid
  - Design for Living van Noel Coward (April/mei 1999)
- Het Toneelhuis
  - Ridders (regie: Luk Perceval) (November 2000)
  - Het Sprookjesbordeel (2003)
  - Ich bin wie du (De Vic) (2004-2005)
  - Angels in America (Olympique Dramatique, 2019-2020)
- Muziektheater Transparant en Theater Froefroe ism Vlaamse Opera
  - Dido (naar 'Dido & Aeneas' van H. Purcell) (2004)
- Orkater
  - Welkom in het bos (2014) met Pierre Bokma en Hadewych Minis, regie: Alex Van Warmerdam
- Kyoko Scholiers 
  - Boy (2022) muziektheatervoorstelling in samenwerking met Opera Ballet Vlaanderen en het kinderkoor
- Katelijne Damen
  - Incompetentiecompensatiecompetentie (2025) met Evelien Bosmans

## Zang en muziek
- Zangeres bij Sexteto tanguedia, muziek van Astor Piazzolla ,cd 'Suonnerano le sei'
- Zangeres bij Orquesta Tanguedia, muziek van Astor Piazzolla, cd 'In Bocca al Lupo' (februari 2006)
- 'Gesloten Hart', ode aan Wannes Van de Velde (2010)
- 'Door het venster van den tram', muziek van Wannes Van de Velde (2015)

## Prijzen
In 2012 won Bertels een Ensor voor haar bijrol in de langspeelfilm Groenten uit Balen.
In 2022 won Tiny Bertels de European Script Award als headwriter van de 6-delige tv reeks 'Lost luggage'. Het scenario kwam mede tot stand dankzij cowriters Charles De Weerdt, Mathias Claeys, Michel Sabbe en Edith Huybrechts.
- Gemeinsame Normdatei: 108006477X
- International Standard Name Identifier: 0000 0001 2976 3501
- MusicBrainz: 8eea5410-4e2c-491e-b7dd-e03e72fb265f
- Virtual International Authority File: 134145003792261340271
- WorldCat: E39PBJmXP6khtqmpDD47xHjKVC